# Broparken

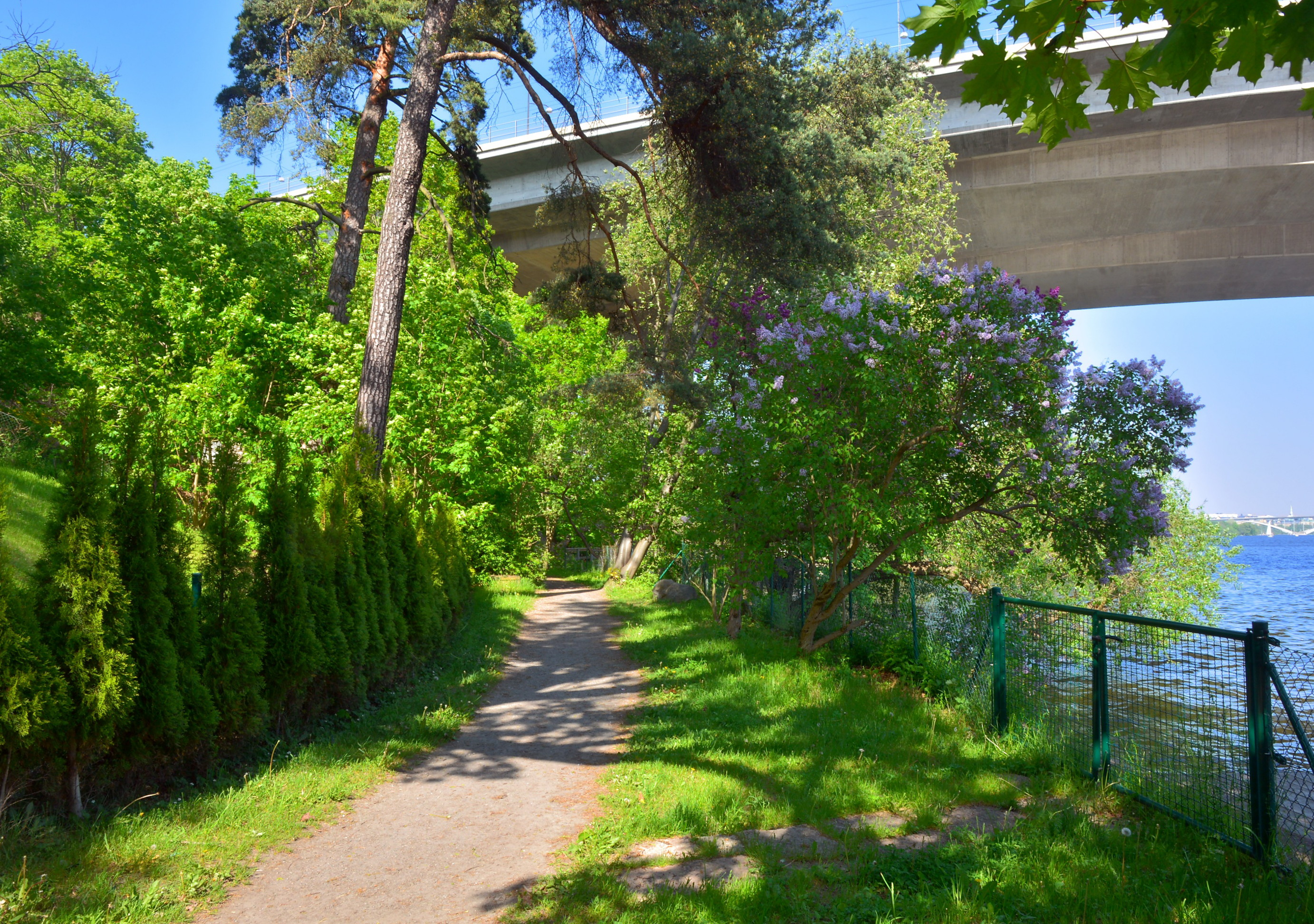
Strandpromenaden till Broparken, 2014.

Broparken är en liten park som ligger på nordöstra sidan av Stora Essingen i Stockholms kommun. 

## Läge och historik
Broparken har en södra och en norra del.  Den södra delen sträckning är huvudsakligen under Gröndalsbron och fram till Essingebron, två av Essingeledens många broar. Den norra delen går förbi Essinge Båtsällskaps marina och slutar i norr nedanför Tvärbanans hållplats. Sitt namn fick parken 1924 i samband med att Stora Essingebron (invigd 1928) kom till. Från parkens östra udde har man en långsträckt utsikt över Essingedjupet samt Lilla Essingen, Långholmen, Reimersholme och Gröndal. Långt bort skymtar bland annat Västerbron och Stockholms stadshus.

## Övrigt
Parkens 25 stycken bastanta betongpelare har blivit en omtyckt plats för klotter och graffiti. I broparken får hundar springa lösa. "Broparken" är även namnet på en busshållplats på Stora Essingen. Där kan trafikanter från Tvärbanan byta till buss 1 (på vardagar även till buss 49).

## Bilder

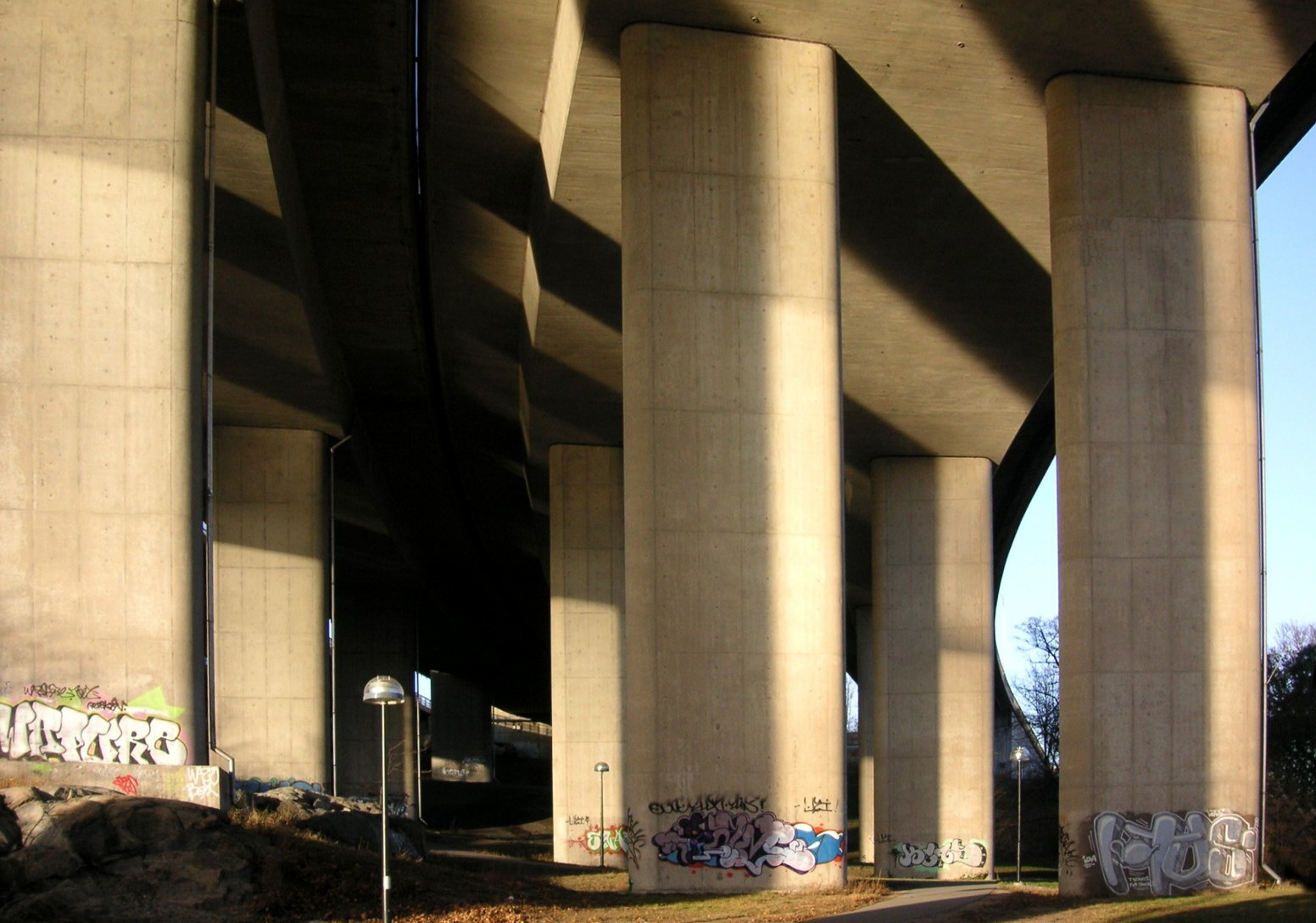
Bropelarna i Broparken på Stora Essingen
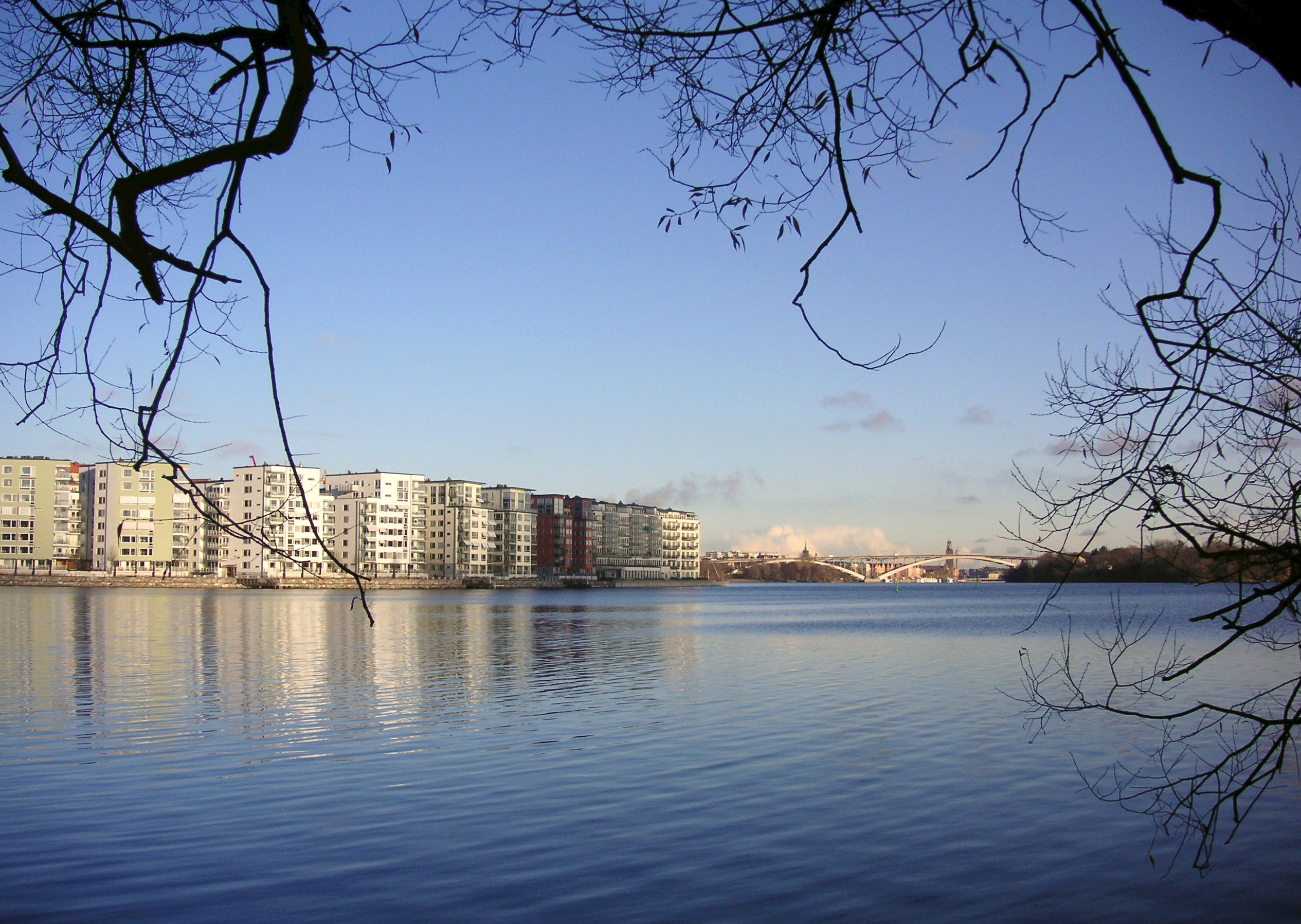
Utsikten från Broparken mot öst
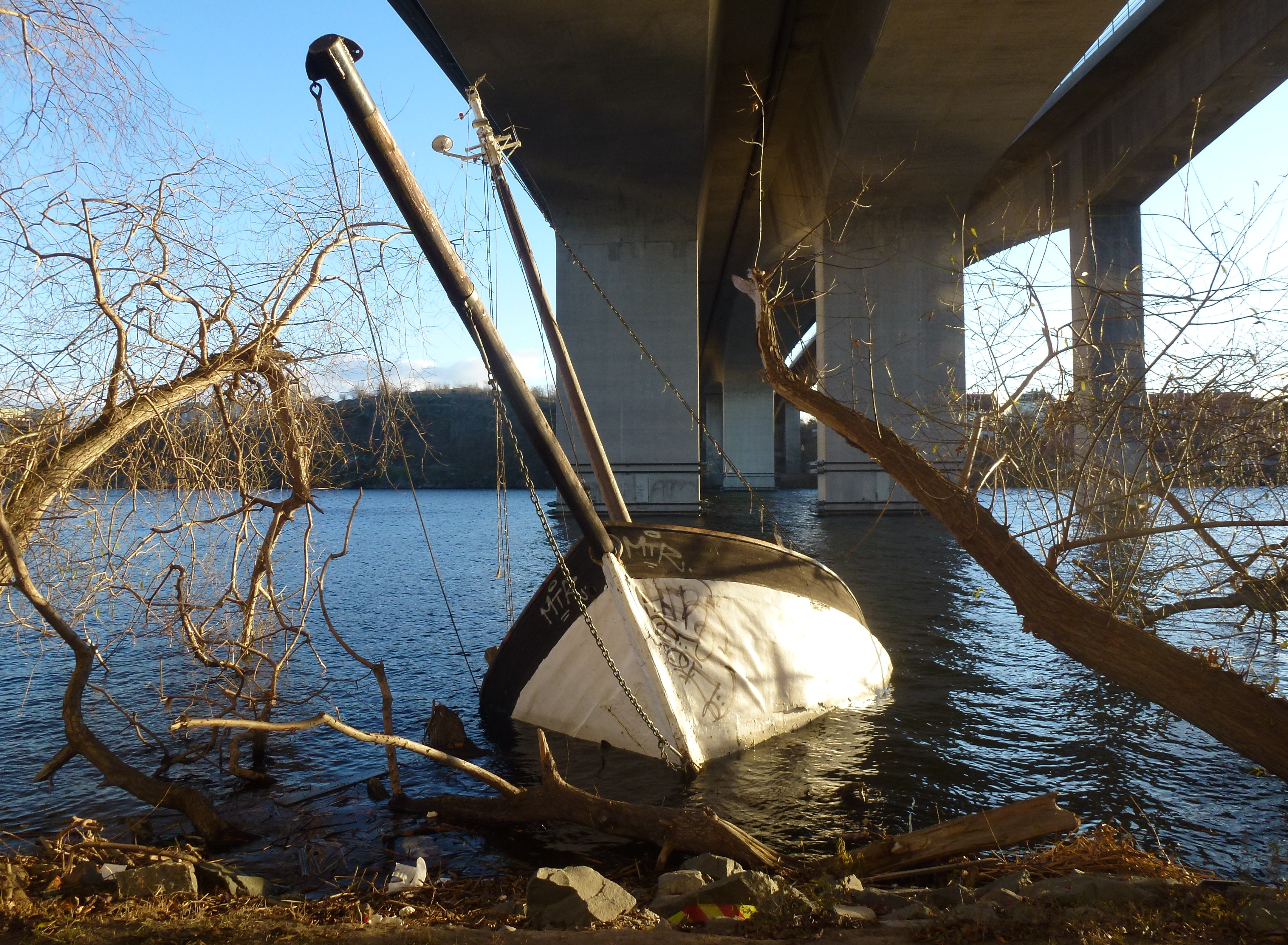
Broparken i december 2013
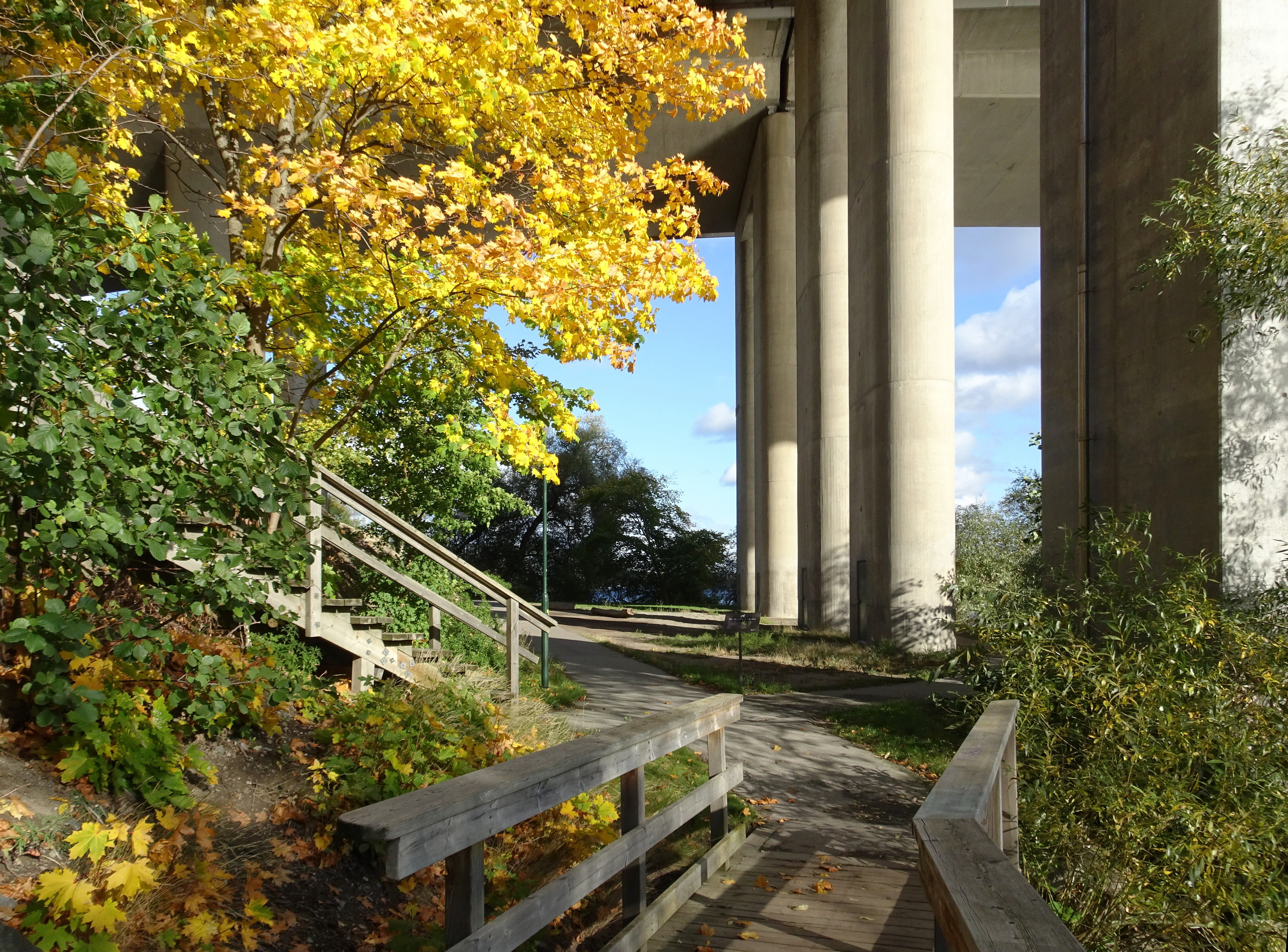
Broparken i oktober 2010